# Keith Hårleman
Keith Hårleman (även Keth Hårleman, egentligen Irma Märta Hårleman), född 7 september 1911 i Matteus församling, Stockholm, död 5 augusti 1952 i Göteborg, var en svensk skådespelare.
Hårleman var gift Lundin och är gravsatt i Högalids kolumbarium i Stockholm.

## Filmografi
- 1932 – Landskamp
- 1932 – Hans livs match
- 1934 – Hon eller ingen
- 1935 – Skärgårdsflirt
- 1936 – 65, 66 och jag
- 1936 – Alla tiders Karlsson
- 1937 – Häxnatten
- 1937 – En flicka kommer till sta'n
- 1937 – Pensionat Paradiset
- 1937 – Odygdens belöning
- 1937 – En sjöman går iland
- 1938 – Du gamla du fria
- 1938 – Styrman Karlssons flammor
- 1938 – Bara en trumpetare
- 1938 – Goda vänner och trogna grannar
- 1938 – Sockerskrinet
- 1939 – Skanör-Falsterbo
- 1940 – Hans Nåds testamente
- 1940 – Karusellen går
- 1941 – Spökreportern
- 1942 – Jacobs stege
- 1942 – Gula kliniken
- 1942 – Ta hand om Ulla
- 1943 – Ombyte av tåg
- 1943 – Kvinnor i fångenskap
- 1943 – Katrina
- 1943 – Jag dräpte
- 1943 – Hon trodde det var han
- 1943 – Fångad av en röst

## Teater

### Roller
| År   | Roll           | Produktion                                                               | Regi               | Teater         |
| ---- | -------------- | ------------------------------------------------------------------------ | ------------------ | -------------- |
| 1934 | Mia von Wollin | Flickor i uniform Christa Winsloe                                        | Harry Roeck-Hansen | Blancheteatern |
| 1937 |                | Peter den store Paul Sarauw                                              | Paul Sarauw        | Södra Teatern  |
| 1938 |                | Tolvskillingsoperan (Die Dreigroschenoper) Bertolt Brecht och Kurt Weill | Ernst Eklund       | Oscarsteatern  |